# Santo António das Areias
Santo António das Areias es una freguesia portuguesa del concelho de Marvão, en la provincia de Alto Alentejo, con 35,91 km² de superficie y 1.102 habitantes (2011). Su densidad de población es de 30,7 hab/km².